# مارسیلینیو پارایبا
مارسیلینیو پارایبا (به پرتغالی: Marcelo dos Santos) هافبک اهل برزیل است که در شهر Campina Grande و در تاریخ ۱۷ مهٔ ۱۹۷۵ به دنیا آمده‌است.
مارسیلینیو پارایبا در تیم‌های فوتبال Campinense ،Paraguaçuense،سانتوس،Rio Branco، سائوپائولو و المپیک مارسی سابقهٔ حضور دارد. این بازیکن همچنین در سال، 2001 برای، تیم ملی فوتبال برزیل به میدان رفته‌است 